# Siunique (província histórica)
Siunique (em armênio: Սիւնիք; romaniz.: Siwnik), Sisacã (em siríaco: Sisakan), Siúnia, Saúnia (em grego: Σαυνία), Siânia do Cáucaso (em latim: Siania Causasorum), Faunita (Phaunitis; *Saunitis), Sina (Syne), Sisajane (em árabe: Sisajan) ou Siunécia (em georgiano: Sivnet’i) foi a nona província do Reino da Armênia, de 189 a.C. até 428 d.C., com capital em Balaberda.

## Etimologia

Reino da Armênia ca. 150

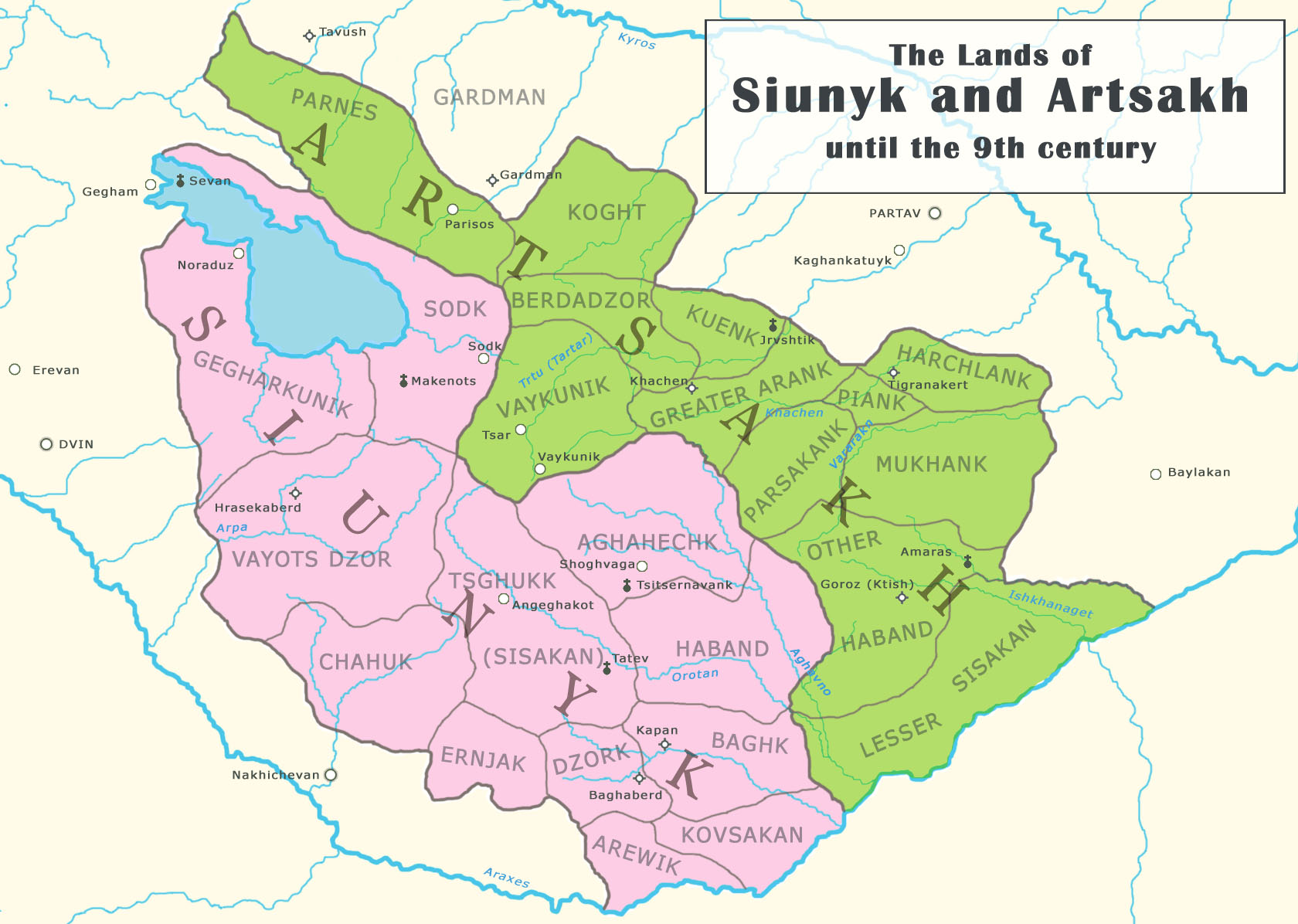
Siunique e Artsaque

O nome da província remonta tão longe quanto o urartiano shiuini.

## História
Inscrições encontradas na região em torno do lago Sevã atribuídas ao rei Artaxias I (r. 189–159 a.C.) confirmam que no século II a.C. o distrito de Siunique constituiu parte da Armênia. No século III, quando a Armênia perdeu vários de seus domínios ao Império Romano e Império Sassânida, foi uma das poucas províncias que reteve. Diferente de outras províncias divididas em vários principados, era apenas um e estava sob os Siunis. Tinha cerca de 15 000 quilômetros quadrados e era o maior principado do reino. No século V, foi uma das províncias que formavam a província sassânida da Armênia.
Dos séculos VII ao IX, caiu sob controle árabe. Em 821, formou o Principado de Siunique e, por volta do ano 1000, foi proclamado o Reino de Artsaque, que foi um dos últimos reinos e principados armênios orientais medievais a manter sua autonomia após as invasões turcas dos séculos XI aos XIV.

## Distritos
A província era constituída por 12 gavares (cantões ou distritos):
- Ernejaque (Երնջակ, Ernǰak);
- Chacuque (Ճահուկ, Čahuk);
- Vaiose Zor (Վայոցձոր, Vayoc’jor / Ełegnajor);
- Guelarcúnia (Գեղարքունիք, Geła[r]k’unik’);
- Alaquecheque (Աղահեջք, ''Ałahēčk’);
- Soducena (Սոդք, Sawdk’ / Zaw[d]ē[k’]);
- Seluque (Ծղուկք, Cłuk);
- Habande (Հաբանդ, Haband);
- Balaberda (Բաղք, Bałk’);
- Zorque (Ձորք, Jork’);
- Arevia (Արևիք, Arewik’);
- Covessacã (Կովսական, Kovsakan).